# Iván Újov (baloncestista)
Iván Anatólievich Újov (en ruso: Иван Анатольевич Ухов; Perm, 11 de septiembre de 1995) es un baloncestista ruso que pertenece a la plantilla del CSKA Moscú de la VTB United League. Con 1,93 metros de estatura, juega en la posición de base y de escolta.

## Trayectoria deportiva
El Parma Basket debutó en la temporada 2016-17 en la VTB United League, en la que solo es capaz de ganar un partido en toda la temporada. A pesar de los malos resultados ligueros, Iván Ukhov fue nombrado Jugador Joven del Año de la VTB United League.
Tras dos temporadas en el Parma Basket, el 25 de julio de 2018, Újov firmó un contrato de tres años con CSKA Moscú.